# Gotō Yūjō

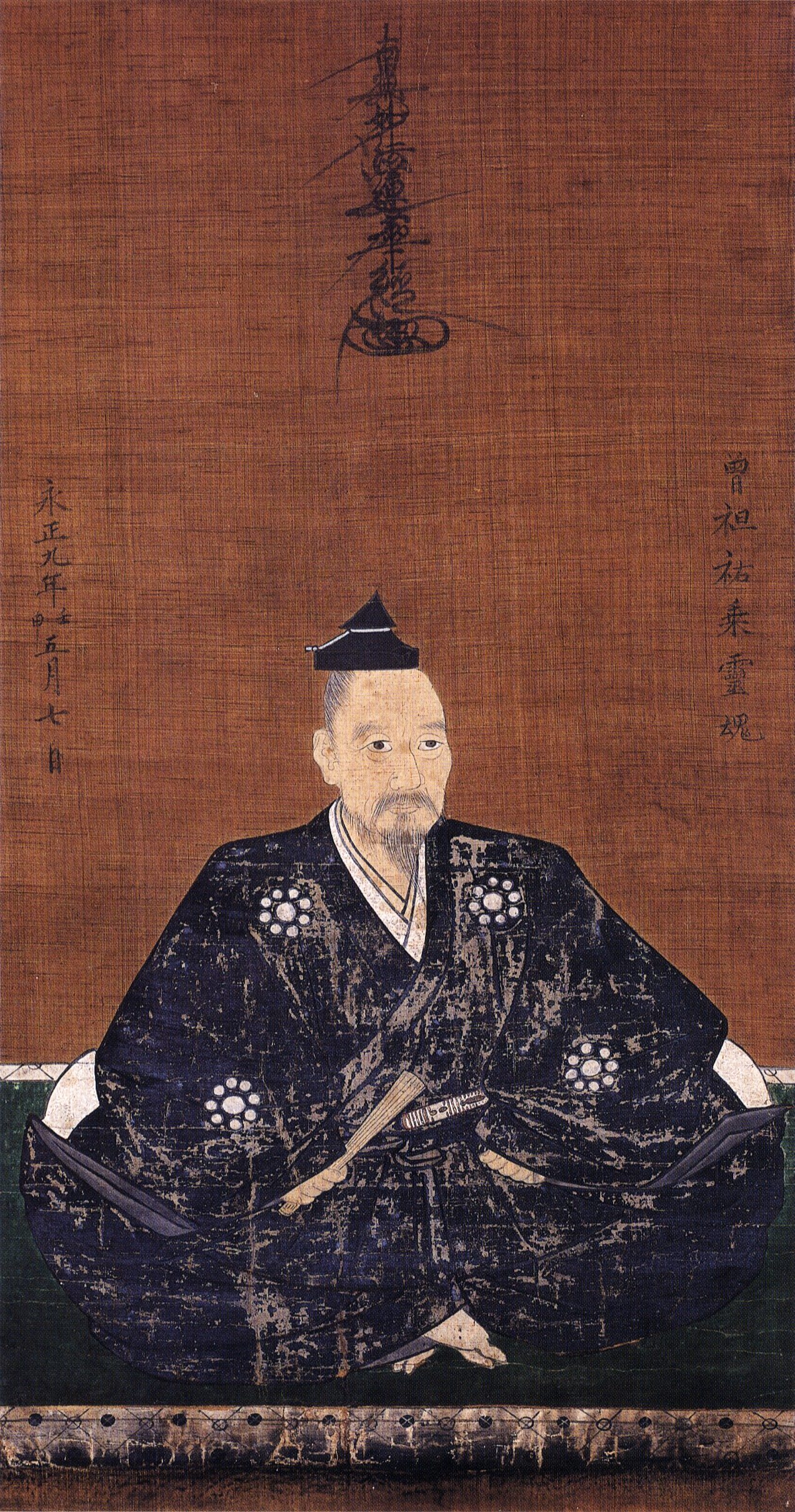
Gotō Yūjō

Gotō Yūjō (japanisch 後藤 祐乗; geboren 1440 in der Provinz Mino; gestorben 20. Juni 1512) war ein japanischer Schwertschmied aus der Muromachi-Zeit, Gründer der Gotō-Familie von Schwertschmieden.

## Leben und Wirken
Gotō Yūjō war, so heißt es, als Sohn von Gotō Mototsuna (後藤 基綱) geboren worden. Sein Kindheitsname war Keikōmaru (経光丸), sein gebräuchlicher Name war Shirobei (四郎兵衛) und sein posthumer Name Masao (正奥). Der Name Yūjō soll der Name eines Mannes gewesen sein, nach dem er in das buddhistische Priestertum eingetreten war. Er diente zunächst als enger Vertrauter von Ashikaga Yoshimasa (1436–1490), dem achten Shogun des Muromachi-Shogunats, trat aber später von dieser Position zurück, um sich ausschließlich der Herstellung von Schwertern zu widmen. Die Familie Ashikaga gewährte ihm ein Grundstück von 300 Chō (町) innerhalb von Sakamoto-hongo (坂本本郷) in der Provinz Ōmi. Er erhielt während der Herrschaft von Kaiser Go-Hanazono den kaiserlichen Status eines Hōin (法印).
Gotōs Stil wurde stark von den Mino-Bori-Schnitzereien (美濃彫り) seiner Heimatstadt beeinflusst. Durch die Einbeziehung von Entwürfen aus den Gemälden der Kanō-Schule schuf er den Grundstein für die anspruchsvolle Tradition schwertmontierter Metallarbeiten, der als Gotō-Stil bekannt wurde. Zu den „Drei Details“ (三所物, Sanshomono) gehörten Schwertnieten (目貫, Menuki), Verzierungen (笄, Kogai) und der kleine Dolch am Handgriff (小柄, Kogzuka). Zu seinen Lieblingsmotiven zählen Löwen und Drachen sowie Tiger, Krähen, Nō-Geräte und Blumen. Das Grundmetall bestand aus hochwertigen und teuren Materialien wie Gold und Rotbronze (赤銅, Shakudō), und die Motive waren mit hohen Schnitzereien auf dem fischähnlichen Hintergrund ausgeführt.
In späteren Generationen wurden Gotōs Fähigkeiten als Gründer der Familie Gotō zur Legende. Keines von seinen Werken ist jedoch persönlich signiert, und diejenigen, die signiert sind, zeigen Signaturen späterer Generationen. Zu den vorhandenen repräsentativen Werken gehören die Wichtigen Kulturgüter Japans „Shishi-Botan-zō Chīsagatana Joshirae“ (獅子牡丹造小さ刀拵), „Kurikara Sanshomono“ (倶利迦羅三所物), „Nurekarasu Sanshomono“ (濡烏三所物) und „Nemunehotei Nishomono“ (眠布袋二所物). Sie befinden sich alle in der „Maeda Ikutoku Kai-Sammlung“ (前田育徳会蔵). 
Gotō hatte zwei Söhne und eine Tochter, aber da der älteste Sohn früh starb, wurde der zweite Sohn, Munenori (宗乗), Schwertschmied der zweiten Generation der Familie Gotō. Es heißt, dass er im Tempel Rendai-ji (蓮台寺) in Kyōto begraben wurde. Die Gotō-Familie, deren Begründer Yūjō war, bestand nach ihm aus Munenori (宗乗), Norishin (乗真), Kōjō (光乗), Tokujō (徳乗), Eijō (栄乗), Kenjō (顕乗), Sokujō (即乗), Teijō (程乗), Renjō (廉乗), Tsūjō (通乗), Jujō (寿乗), Enjō (延乗), Katsurajō (桂乗), Shinjō (真乗), Hōjō (方乗), Norijō (典乗) und blieb 17 Generationen lang ununterbrochen bis zum Ende der Edo-Zeit bestehen. In dieser Zeit waren die Gotō Lieferanten der Ashikaga-Familie, der Toyotomi-Familie und der Tokugawa-Familie und wurden als Hausschmiede bezeichnet, wegen ihres Status geschätzt und von den allgemeinen Stadtschmieden unterschieden. 
Infolgedessen sind die Werke der Familie Gotō von Generation zu Generation aufgrund von Formalität, Tradition und anderen Umständen als Familienarbeiten verankert, die Werke selbst in Bezug auf Kreativität und Individualität einheitlich. Man kann sagen, dass insbesondere die ersten drei, Yūjō, Munenori und Norishin, besonders gut und bei Samurai-Familien begehrt waren.